# Heinrich Brandt (Theologe)
Heinrich Brandt (* 22. Juli 1886 in Lehe; † 31. Dezember 1970 in Hildesheim) war ein deutscher evangelisch-lutherischer Theologe und Landessuperintendent des Sprengels Osnabrück-Diepholz der hannoverschen Landeskirche.

## Leben
Brandt wurde am 16. Januar 1916 in Schirmeck (Elsass) ordiniert und diente zunächst als Militär-Hilfsseelsorger, dann als Feldgeistlicher. 1919 wurde er Pfarrer in Düderode, 1925 an der Neustädter Hof- und Stadtkirche St. Johannis in Hannover. 1932 kam er als Pastor und Superintendent nach Georgsmarienhütte, ehe er von Landesbischof August Marahrens 1936 zum ersten Landessuperintendenten für den neugeschaffenen Sprengel Osnabrück-Diepholz ernannt wurde. Zum 1. Januar 1955 trat er in den Ruhestand.

## Auszeichnungen
Brandt war Träger des Großen Bundesverdienstkreuzes.